# Hadroet (gewest)
Hadroet of Dizak (Armeens: Հադրութ, Դիզակ) was een gewest onder controle van de internationaal niet-erkende Republiek Nagorno-Karabach en had de gelijknamige plaats als centrum. Het gewest was 1880 km² groot en had 13.600 inwoners (2015). Het gewest Hadroet was onderverdeeld in 29 gemeenten.
Als gevolg van de oorlog in Nagorno-Karabach van 2020 kwam Hadroet onder Azerbeidzjaanse controle.

## Achtergrond
Het gewest Hadroet vormde het zuidelijke grensgebied van Nagorno-Karabach en was een van de meest bergachtige regio's. De gemiddelde hoogte is 700-900 meter, de hoogste top is 2480 m. De bergen zijn deels bebost en in de valleien wordt land- en tuinbouw en veeteelt bedreven.
Plaatsen van historisch of archeologisch belang zijn de stad Hadroet, de Gtichavank kloosterruïne, de middeleeuwse Khodaafarinbruggen over de Arasrivier en de Grot van Azoch, met vondsten en grotschilderingen uit de prehistorie.
Het klimaat is vrij droog, de jaarlijkse neerslag in de stad Hadroet bedraagt 465 mm. De minimum- resp. maximumtemperatuur varieert van -2,9°C en 4,5° in januari tot 18,0° en 28,3° in juli.
Een groot deel van het gewest behoorde niet tot de oorspronkelijke Nagorno-Karabachse Autonome Oblast. In de loop van het conflict in Nagorno-Karabach (1988-1994) hebben de Armeniërs niet alleen het voormalige autonome oblast onder controle gekregen, maar ook de omstreken om een veiligheidsgordel te vormen. Veel oorspronkelijke Azerbeidzjaanse bewoners verlieten het gebied.
In 2020 kwam het gewest onder Azerbeidzjaanse controle te staan na de oorlog in Nagorno-Karabach in 2020.

Armenië, Nagorno-Karabach en Azerbeidzjan. Het gebied van de voormalige Nagorno-Karabachse Autonome Oblast omlijnd met rood. Het gebied onder de feitelijke jurisdictie van de Republiek Artsach in het bruin.

Askeran · Hadroet · Kasjatag · Mardakert · Martoeni · Sjahoemian · Sjoesji · Stepanakert